# Бедіс Мцерлебі

Бедіс Мцерлебі (Беді — «доля», мцерлебі — «той, що пише»; (груз. ბედის მწერლები)) — в грузинській міфології — міфологічний персонаж, пов'язаний зі світом мертвих.
Вважалося, що Бедіс Мцерлебі відраховував час життя людини на землі відповідно до «Книги доль», за приреченнями якої він стежив, мешкаючи в світі мертвих. Після закінчення терміну життя людини Бедіс Мцерлебі повідомляв про це повелителя загробного світу, за наказом якого душу людини забирали у світ мертвих (сулеті). Іноді Бедіс Мцерлебі помилявся і через його помилки в сулеті потрапляла душа, термін життя якої на землі ще не закінчився. В цьому випадку душу повертали тілу, і людина доживала відведені їй дні. Цим пояснювалося існування переказів про людей, що побували в потойбічному світі, які після повернення на землю розповідали про життя в сулеті.